# まおまりも
『まおまりも』は、原作:堀北蒼、作画:谷澤史紀による漫画作品。『ヤングアニマル』（白泉社発行）にて2010年15号から2011年24号にかけて連載された。地方の小村を舞台に、村の神・“主様”により女の子にされてしまった少年・真魚と、真魚の家族や友人達を中心に描かれる。

## あらすじ
山や森に囲まれた、自然の中にある玉野村。この小さな村には“主様”と呼ばれる神がいる。玉野村に住む能登真魚は、村祭りの日、主様によって女の子として生きる運命を与えられた。突然の運命を受け入れるかのように平静に過ごす真魚。戸惑いを隠せない義姉の亜子夜。真魚の身を案じる友人の慈宇。この3人を中心に物語は描かれていく。

## 登場人物
能登 真魚（のと まお）
県立玉野城高等学校の1年生。村祭りの日に性別が変わり、女の子になってしまう。
華倶夜の髪を整えたり、料理やお菓子作りをしたりと、性別が変わる前から姉達よりも女の子らしかった。服の趣味は悪い。小瓶に入った2つのまりもによく話しかけている。将来の夢はパティシエになること。
亜子夜の双子の弟ということになっているが、実は姉達とは血の繋がりがない。
村祭りの日、贄和子（にえわこ）として小舟に乗って湖の上で一晩過ごすことを嫌がっていた亜子夜の身代わりとなるが、夜が明けて戻ってきた時には女の子になっていた。また、その時に2つのまりもを手に握っていた。
入江 慈宇（いりえ じう）
真魚のクラスメイトの男子。左頬に傷跡がある。タバコを口にするなど不良っぽい言動が多いが、心根はとても優しい少年で、獣医師になるため人に隠れて勉強をしている。タバコを咥えているのはポーズで、実際に吸ってはいない。ウヌメに惚れている。突然性別が変わってしまった真魚の身を真剣に案じている。
能登本家の一人息子だった父が母と駆け落ちし、結婚して生まれた子が慈宇であったが、両親の死後に本家に引き取られて育てられることになった。しかし、誤解から本家の人間を憎んで反抗的な態度を取り続け、それが勘違いだと分かった今もそのポーズを崩せないままでいる。ただし、不良めいた態度が見せかけでしかないことは、親戚一同は承知している。
幼いころ、真魚たちと出会う前、誤って湖に転落して死亡していた。それを憐れんだ主様に命を分け与えられて生き返り、今日に至る。頬の傷跡はその時にできたもの。
能登 亜子夜（のと あこや）
能登家の三女で、真魚と同じく高校1年生。男勝りの性格で、常に真魚を守ろうとしている。かなりの大食い。お菓子作りは苦手で、クラスメイトにもそのことを揶揄されている。
弟である真魚に恋心を抱いており、そのことで悩んでいたが、村祭りの日に父から届いたエアメールで、実は真魚とは血の繋がりがないことを知る。
能登 華倶夜（のと かぐや）
能登家の次女で、高校2年生。眼鏡をかけた、クールな少女。学校では生徒会長を務めている。家での生活態度は締まりがなく、真魚に髪を梳かしてもらったり、着替えを手伝ってもらったりしている。その一方で、学校では成績優秀・スポーツ万能で、生徒会の仕事もこなす優秀さを見せ、学内では多くの生徒たちから慕われている。地層好きで、埋まっている化石などを調べるときは夢中になる。
能登 咲久夜（のと さくや）
能登家の長女。能登家で家事手伝いをしているが、料理の腕は下手で、実際には能登家の食事は真魚が作っている。一度マイクを手に持つと放さない。
ウヌメ
御玉神社の巫女。黒い髪を長く伸ばした美人。真魚の性別が変わった一件を、神社の“主様”の験（しるし）と見ている。
林 狼助（はやし ろうすけ）
真魚のバイト先の洋菓子店の店長。眼鏡をかけた、どこか頼りない風貌の男性。世界選手権の代表選手に選ばれるだけあって、お菓子作りは上手い。
乃木（のぎ）、中島（なかじま）
真魚のクラスメイトの男子。中島は眼鏡をかけている。真魚が女になったのをいいことにセクハラをしようと企てるが、その度に亜子夜やナミ、美潮から殴られる。
ナミ、美潮（みしお）
真魚のクラスメイトの女子。乃木や中島が真魚にセクハラをしようとしたら、亜子夜と一緒に制裁を加える。

## 書誌情報
- 原作:堀北蒼、作画:谷澤史紀『まおまりも』白泉社〈ジェッツコミックス〉、全4巻
  1. 2011年2月28日発売、ISBN 978-4-592-14791-6
  2. 2011年6月29日発売、ISBN 978-4-592-14792-3
  3. 2011年11月29日発売、ISBN 978-4-592-14793-0
  4. 2012年2月29日発売、ISBN 978-4-592-14794-7